# 孙立荣 (演员)
孙立荣（1968年10月1日—），又名孙丽荣，中国内地女演员、二人转演员、赵本山的第16号弟子。在首届“赵本山杯二人转大赛”中获银奖。代表作《刘老根》、《乡村爱情》、《乡村名流》、《第22条婚规》等。2010年参演央视春晚小品《捐助》。

## 人物经历
2001年，在首届“赵本山杯二人转大赛”中获银奖。2008年，在《乡村爱情2》中饰演“刘能媳妇”；同年在电视剧《乡村名流》饰演金凤。2010年，在央视春晚小品《捐助》中扮演钱阿姨。